# Strumce
Strumce (cyr. Струмце) – wieś w Serbii, w okręgu raskim, w gminie Tutin. W 2011 roku liczyła 23 mieszkańców.